# Centrum Warenhaus

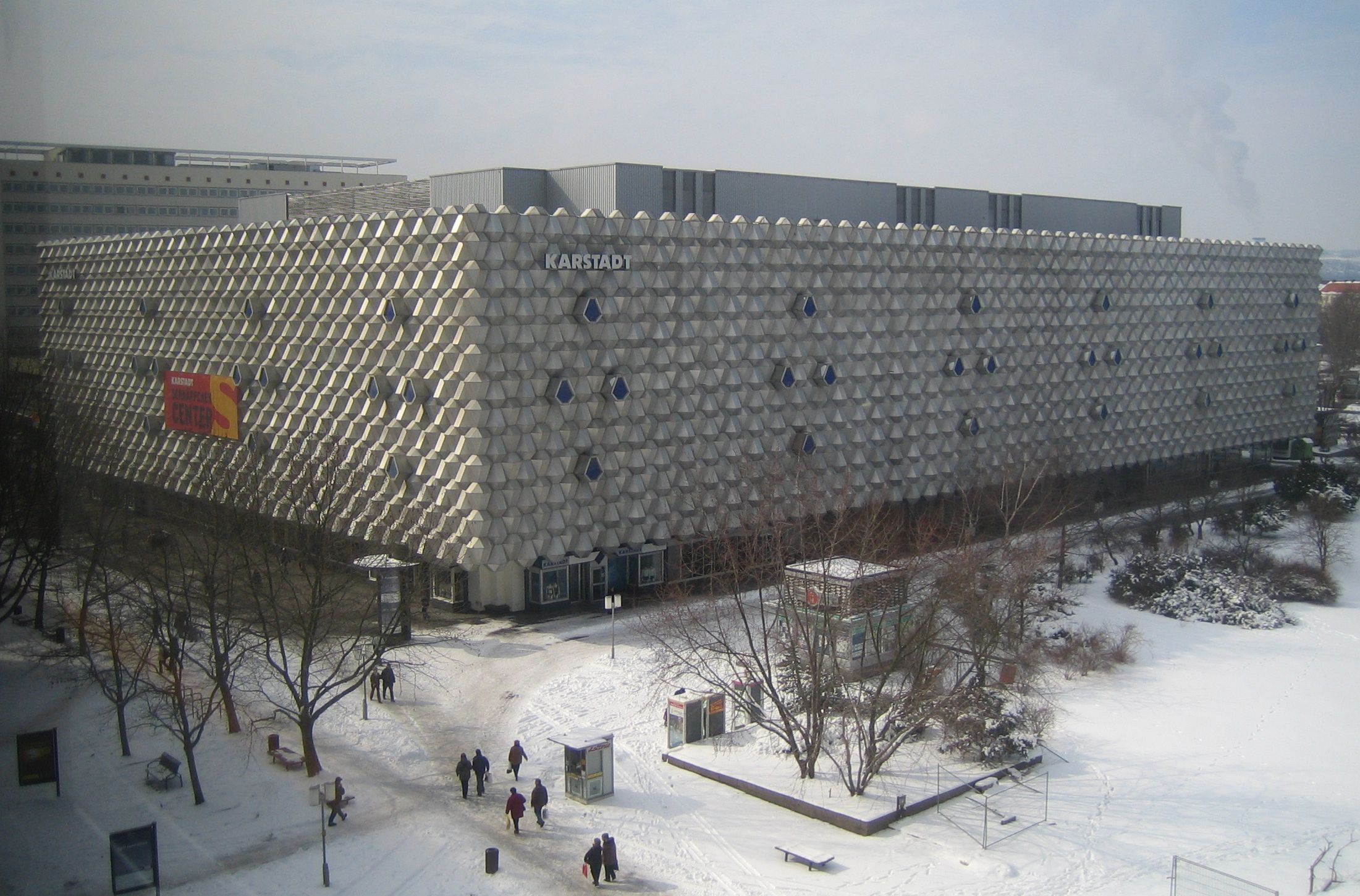
Centrum Dresden

Centrum var en statlig varuhuskedja i Östtyskland. Centrum var dotterbolag till den statliga koncernen Handelsorganisation (HO). Varuhusen fanns i stora och medelstora städer och var större än Konsument-varuhusen som ingick i östtyska Konsum. Varuhusen hade ofta en mönstrad metallfasad. De 14 Centrum-varuhus som fanns 1990 såldes av Treuhandanstalt till de tre stora västtyska varuhuskoncernerna Karstadt, Kaufhof och Hertie. 
De första Centrum-varuhusen skapades i redan existerande varuhus, exempelvis i Chemnitz med varuhusen Schocken och Tietz och i Görlitz. 1965 följde byggandet av det första helt nya varuhuset i Hoyerswerda och snart följde flera varuhus. 1970 följde flera varuhus i en modernare arkitekturstil på bland annat Alexanderplatz, Prager Strasse i Dresden och i Magdeburg. Det största och mest moderna Centrum-varuhuset följde 1979 vid Berlin Ostbahnhof i Berlin. Efter 1990 har de många av varuhusen under de nya ägarna fått nya fasader. Flera varuhus har senare lagts ned (bl.a. Halle an der Saale, Hoyerswerda, Schwedt, Suhl) eller byggts om till gallerior. Centrum-huset i Dresden revs 2007 och på samma plats byggdes en galleria med namnet Centrum-Gallerie. Fasadmönstret på det tidigare varuhuset användes även på den nya byggnaden.

## Källa
- Das sozialistische Warenhaus als Bautypus? Entwicklungsgeschichte der DDR-Warenhäuser 1949-1989, Tobias Michael Wolf, 2010